# Guillermo Lorda Ortegosa
Guillermo Lorda Ortegosa (Santa Clara, Las Villas, Cuba, 6 de mayo de 1846-Santa Clara, Las Villas, Cuba, 18 de julio de 1871) fue un farmacéutico y militar cubano del siglo XIX. Primo del Mayor general Antonio Lorda Ortegosa (1845-1870). 

## Síntesis biográfica
Guillermo Lorda Ortegosa nació en una familia rica, en la ciudad de Santa Clara, Las Villas, Cuba, el 6 de mayo de 1846.
Era primo de los hermanos Antonio y Martina Lorda Ortegosa. Partió a Francia, junto a su primo Antonio, para estudiar la carrera de farmacia, mientras Antonio estudió medicina. 
De regreso a su ciudad natal, los primos Lorda Ortegosa se dedicaron a laborar en sus profesiones. Sin embargo, la tranquilidad duró poco. 
El 10 de octubre de 1868 estalló la Guerra de los Diez Años (1868-1878), primera guerra por la independencia de Cuba. 
Meses después, en febrero de 1869, los villareños se pronunciaron a favor de la guerra, durante el Alzamiento de las Villas. Los primos Lorda Ortegosa se unieron a dicho alzamiento. 
Nombrado Jefe de la “Brigada de Santa Clara”, su cargo fue ratificado por la Asamblea de Guáimaro, en abril de ese mismo año. Combatió intensamente durante los primeros años de la guerra. Su primo Antonio, nombrado Mayor general, falleció de enfermedad, en mayo de 1870. 
Su madre, esposa y hermana fueron hechas prisioneras por el enemigo en su ciudad natal, durante el verano de 1871. El Brigadier Guillermo Lorda Ortegosa fue herido y capturado en su campamento, gracias a una delación. 
Fue fusilado por el enemigo en su ciudad natal, el 18 de julio de 1871, a los 25 años de edad. 